# Lux Maurus

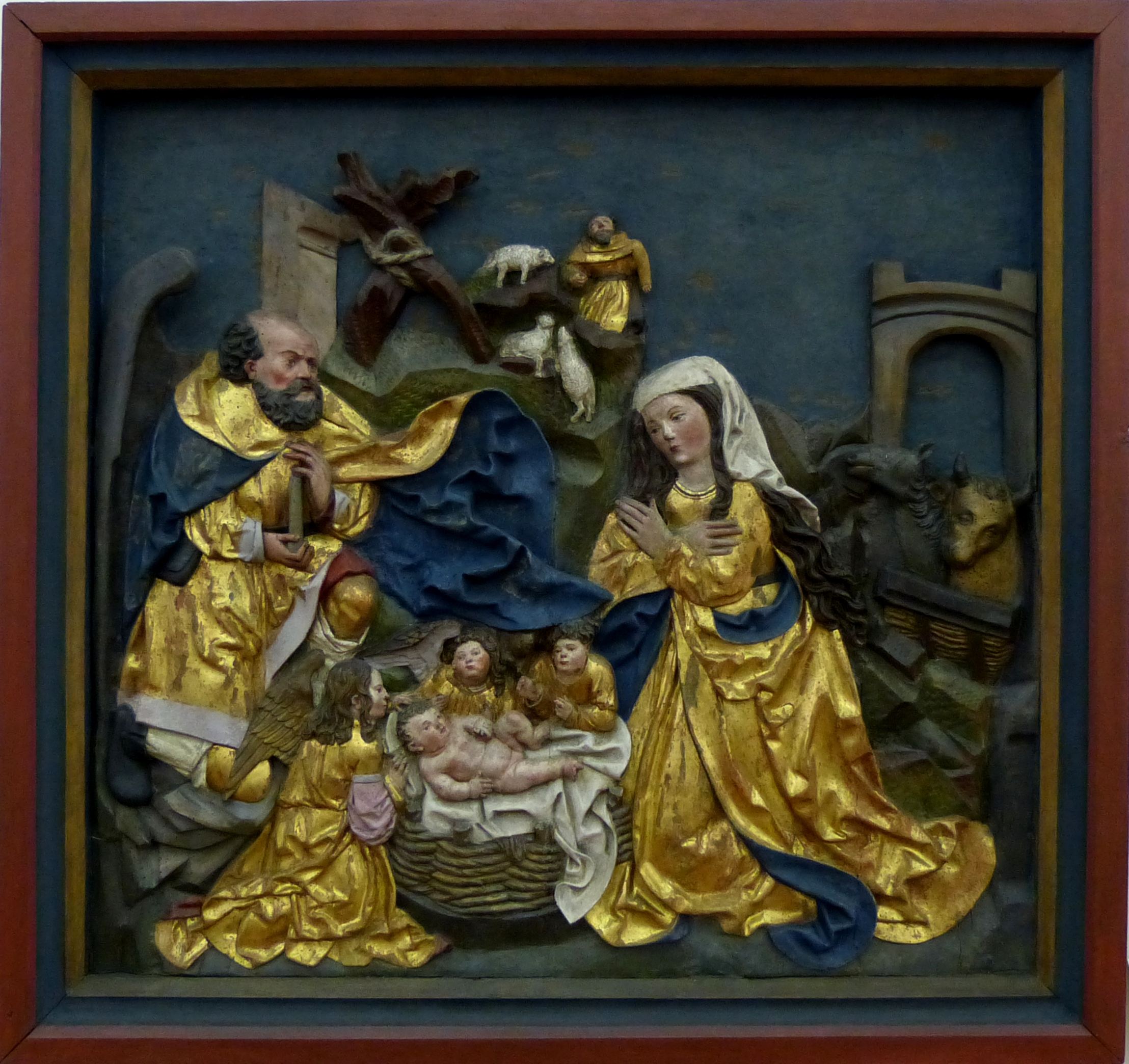
Ausschnitt Geburt Christi eines Flügelaltares von Lux Maurus, Kempten, um 1520

Lux Maurus (* um 1470 in Kempten; † nach 1523) war ein deutscher Bildhauer aus dem Allgäu.

## Leben
Lux Maurus war der Spross einer Kemptener Familie. Die ihm von Nicolò Rasmo 1982 zugeschriebenen Werke im Dom von Trient, vor allem die Grabplatte für Roberto Sanseverino d‘Aragon (angefertigt 1490–1493) sind nicht von ihm. Es besteht kein stilistischer Anschluss an ihm zugeschriebene Werke im Allgäu (siehe Abb. St. Philipp und Jakob (Bad Grönenbach) und Literaturnachweise unter Lux Maurus). Wie er auch vom Lebensalter her nicht in Frage kommt. 1490–1493 war er 20 bis 23 Jahre alt, d. h. im Gesellenstatus vor dem üblichen Meisteralter von 24 Jahren. Die Grabplatte für Roberto Sanseverino stammt vielmehr von der Hand/aus der Werkstatt des Lucca Moro aus Chiari im Piemont (?), † 1498. In den Jahren von 1515 bis 1527 lebte und arbeitete Lux Maurus in Kempten. Es ist nachgewiesen, dass er von 1521 bis 1523 als Zunftmeister eingetragen war. Eine weitere von ihm gefertigte Arbeit stammt aus dem Jahr 1503 und befindet sich in der Bad Grönenbacher Stiftskirche St. Philipp und Jakob.
Weitere Arbeiten von ihm sind im Bayerischen Nationalmuseum, in Wangen im Allgäu oder der Alpenländischen Galerie in Kempten zu sehen. Im Allgäu-Museum, das sich im Kemptener Kornhaus befindet, sind Werke von ihm enthalten, die ursprünglich in der Kirche von Wildpoldsried aufgestellt waren.
Weitere Vertreter der Bildhauerei aus seiner Familie sind Endras und Jakob Maurus.